# Куинн Уайлд
Куинн Уайлд (англ. Quinn Wilde; род. 8 марта 1996, Денвер) — американская порноактриса и эротическая фотомодель.

## Биография
Родилась в Денвере, столице штата Колорадо, в марте 1996 года. После окончания старшей школы она начала работать стриптизёршей в местных клубах. Она также работала официанткой в хорошо известном ресторане Hooters.
Она была выбрана «Киской месяца» журналом Penthouse в августе 2020 года.

## Награды и номинации
| Год  | Награда           | Результат | Категория                     | Фильм          |
| ---- | ----------------- | --------- | ----------------------------- | -------------- |
| 2018 | Spank Bank Awards | Номинация | Prettiest 'Whore Mouth'       | н/д            |
| 2018 | Spank Bank Awards | Номинация | Tightest Vag                  | н/д            |
| 2019 | AVN Awards        | Номинация | Premio fan: Mejores pechos    | н/д            |
| 2019 | Spank Bank Awards | Номинация | Best Live Performance         | н/д            |
| 2019 | Spank Bank Awards | Номинация | Cuckold Queen of the Year     | н/д            |
| 2020 | AVN Awards        | Номинация | Лучшая сцена группового секса | Greedy Bitches |